# Метью Порретта
Метью Чарльз Порретта (англ. Matthew Charles Porretta) — американський теле- та кіноактор, відомий своєю появою в фільмах Крила, Район Беверлі-Гіллз і Робін Гуд: Чоловіки в трико. Він також бере участь у виставах на Бродвеї та у відеоіграх, де він відомий своїми ролями головного персонажа в Alan Wake та його продовженні, Alan Wake 2, а також як доктор Дарлінг у Control.

## Біографія
Порретта народився в Дерієні, штат Коннектикут, у творчій родині: його батько, Франк Порретта, був відомим оперним співаком і актором музичного театру. Його мати, Роберта, також була співачкою за освітою та у 1956 році здобула титул «Міс Огайо».
У свої 25 років Порретта вже був ветераном Бродвею та студентом Манхеттенської музичної школи. У 1990 році Порретта спробував себе на телебаченні з другорядними ролями в популярних того часу серіалах, Крила та Район Беверлі-Гіллз. У 1993 році він отримав свою першу головну роль у кіно, виконавши роль Вілла Скарлет О'Хара у пародії Мела Брукса Робін Гуд: Чоловіки в трико. Через чотири роки Порретта зіграв Робіна Гуда у власному телесеріалі. З 1997 року він знявся в багатьох незалежних фільмах і знімався в рекламі McDonald's і Arrowhead Water. У 1994 році він з'явився в оригінальній бродвейській виставі «Пристрасть» Стівена Сондхейма.
У 2010 році Порретта зіграв «половину» головного персонажа психологічного трилера Alan Wake, який дістав продовження Alan Wake 2 у 2023 році, де Ілкка Віллі виконує захоплення руху та виразу обличчя, а Метью Порретта озвучує персонажа як під час ігрового процесу, так і у кат-сценах. Порретта також зіграв доктора Каспера Дарлінга в Control (2019) від Remedy Entertainment.

## Приватне життя
Порретта має чотирьох братів і сестер. Старший, Френк Порретта III, є успішним оперним співаком. Його інший брат, Грег, знявся у Метью в одному з розважальних шоу на телебаченні. Його сестри, Анна і Роберта, також працюють в телеіндустрії, Анна була одним зі сценаристів Talk Soup.
Порретта має двох синів від колишньої дружини Глейс: Луїджі (народився 22 травня 2001) і Енцо (народився 13 квітня 2008). Діти народилися, коли Порретта та Глейс були у цивільному шлюбі. Зрештою пара одружилася у 2012 році й розлучилася у 2014 році. Порретта все ще живе в Дерієні зі своїми синами.
У грудні 2016 року Порретта став фігурантом у п'яній стусанині в барі, під час якої нападник вдарив Порретту кухлем пива, спричинивши серйозні травми, шрами на лівій частині обличчя та часткову втрату зору на ліве око. У березні 2017 року Порретта подав до суду на власника бару та передбачуваного нападника. Позов було подано в червні 2019 року, але результат поки невідомий.

## Фільмографія

### Фільми і телесеріали
| Рік     | Назва                              | Роль                        | Примітки               | Дж. |
| ------- | ---------------------------------- | --------------------------- | ---------------------- | --- |
| 1993    | Class of '96'                      | Клауд                       | 1 епізод               |     |
| 1993    | South Beach                        | Річард                      | 1 епізод               |     |
| 1993    | Робін Гуд: Чоловіки в трико        | Вілл Скарлет О'Хара         | повнометражний фільм   |     |
| 1993    | Район Беверлі-Гіллз                | Дан Рубін                   | 10 епізодів            |     |
| 1996    | Дракула: Мертвий і задоволений цим | Вродливий лейтенант на балу | повнометражний фільм   |     |
| 1996    | Крила                              | Девід Барнз                 | 1 епізод               |     |
| 1996—98 | The New Adventures of Robin Hood   | Робін Гуд                   | 23 епізоди             |     |
| 1999    | Desperate but Not Serious          | Жене                        | повнометражний фільм   |     |
| 1999    | Turkey. Cake.                      | Джиммі                      | короткометражний фільм |     |
| 2000    | Code Name: Eternity                | Літан                       | 1 епізод               |     |
| 2003    | Dream Warrior                      |                             | повнометражний фільм   |     |
| 2004    | Без сліду                          | Оскар                       | 1 епізод               |     |
| 2005    | Місце злочину: Нью-Йорк            | Род Богда                   | 1 епізод               |     |
| 2010    | Bright Falls                       | Алан Вейк                   | веб-серіал             |     |
| 2010    | Imagination Movers                 | Стенлі Спілбургер           | 1 епізод               |     |
| 2015    | Deadbeat                           | Кросбі / Метью Біскотті     | 5 епізодів             |     |
| 2019    | Чорний список                      | Шмок                        | 1 епізод               |     |

### Відеоігри
| Рік  | Назва                          | Роль                            | Примітки                                           | Дж.   |
| ---- | ------------------------------ | ------------------------------- | -------------------------------------------------- | ----- |
| 2010 | Alan Wake                      | Алан Вейк                       | озвучення                                          |       |
| 2012 | Alan Wake's American Nightmare | Алан Вейк/м-р Скратч            | озвучення                                          |       |
| 2013 | Grand Theft Auto V             | Місцеве населення               | озвучення                                          |       |
| 2013 | The Bureau: XCOM Declassified  | Додаткові голоси                | озвучення                                          |       |
| 2016 | Quantum Break                  | Алан Вейк                       | озвучення                                          |       |
| 2018 | Red Dead Redemption 2          | Місцеве населення               | озвучення                                          |       |
| 2019 | Red Dead Online                | Місцеве населення               | озвучення                                          |       |
| 2019 | Control                        | Доктор Каспер Дарлінг/Алан Вейк | Доктор Дарлінг — Live-action Алан Вейк — озвучення | [ 6 ] |
| 2023 | Alan Wake 2                    | Алан Вейк/Скратч                | Алан Вейк — озвучення Доктор Дарлінг — Live-action |       |
| 2023 | Starfield                      | Марко Граціані/Муч              | озвучення                                          |       |